# Mel·lària dels bàstuls
|  | Pel que fa a una altra ciutat del mateix nom també a la Bètica, vegeu Mel·lària. |

Mel·lària (en llatí: Mellaria, en grec antic: Μελλαρία) va ser una ciutat dels bàstuls a Hispània, província de Bètica, entre Calpe i Belon, segons l'Itinerari d'Antoní. En parlen Plini el Vell, Estrabó, Pomponi Mela i Plutarc.
Probablement era propera a Tarifa i, segons Estrabó era un port de pesca que posseïa importants instal·lacions de salaó de peix. Alguns historiadors actuals consideren que el nom de Mellaria significa meler, que fa mel, i sembla que abans de ser una indústria de salaó de peix havia estat una ciutat productora de mel.